# Torcé-en-Vallée

Torcé-en-Vallée este o comună în departamentul Sarthe, Franța. În 2009 avea o populație de 1,242 de locuitori.